# Mare de Déu de l'Esperança de Torà de Tost
La Mare de Déu de l'Esperança de Torà de Tost és una església del municipi de Ribera d'Urgellet (Alt Urgell), protegida com a bé cultural d'interès local.
És un edifici religiós d'una nau coberta amb volta de canó. Es tracta d'una construcció rústega de pedres unides amb fang. Al frontis porta, ull de bou i campanar de paret d'un ull.

## Descripció
L'església de la Mare de Déu de l'Esperança de Torà de Tost és un petit temple d'una sola nau, amb capçalera plana orientada a nord-est. La part de l'altar està més alta que la resta del temple i s'hi accedeix per uns graons i està separada per una barana de ferro forjat. La coberta del temple és de volta de canó dividida en tres trams per dos arcs torals. Està emblanquinada i presenta un cor de fusta elevat als peus. A l'entrada sota l'escala d'accés al cor hi ha una petita pica baptismal.
L'altar major presenta tres fornícules, la central força gran i les laterals més petites, on hi ha les imatges de les principals advocacions vinculades a l'església. Al mur nord de la zona del presbiteri s'obre una porta en arc rebaixat per accedir a la sagristia.
L'accés al temple es troba a la façana de ponent. Es tracta d'una façana força alta amb relació a la seva amplitud. La porta d'accés està descentrada a l'esquerra amb relació a l'eix de simetria. Es tracta d'una porta coronada per un arc rebaixat i amb una motllura de perfil rectangular. A la part alta de la façana hi ha un petit ull de bou. Aquesta està coronada per un campanar d'espadanya d'un sol ull. La coberta és de teula a doble vessant i el parament exterior és de pedra vista amb restes d'un recobriment anterior de morter de calç. L'obra és a base de carreuons irregulars a excepció de les cantonades, on els carreus són més grans i més regulars.
Per les seves característiques podem dir que es tracta d'un edifici d'època moderna, dels segles XVII o XVIII.

## Història
Es coneix molt poca cosa de la història medieval del poble de Tost. En el llibre de visites parroquials del bisbat d'Urgell de 1758 hi ha una breu referència a la parròquia de Sant Martí de Tost en la qual es parla de la capella de la Mare de Déu de "l'Espectasió". Es tracta, per tant, d'una capella annexa a l'església parroquial de Sant Martí de Tost i totalment dependent d'aquesta església, sense cap altra obligació per part del rector que disposar d'un censal assignat per al seu manteniment.
Cap a 1850 Pascual Madoz recull que es tracta d'una església annexa a la parroquial de Sant Martí de Tost i que era aleshores servida per un vicari nomenat pel rector de Tost. A principis del segle XXI l'església de l'Esperança de Torà de Tost depén, junt amb la resta d'esglésies de l'antiga parroquial de Tost, del rector de Noves de Segre.